# Gamleby torg

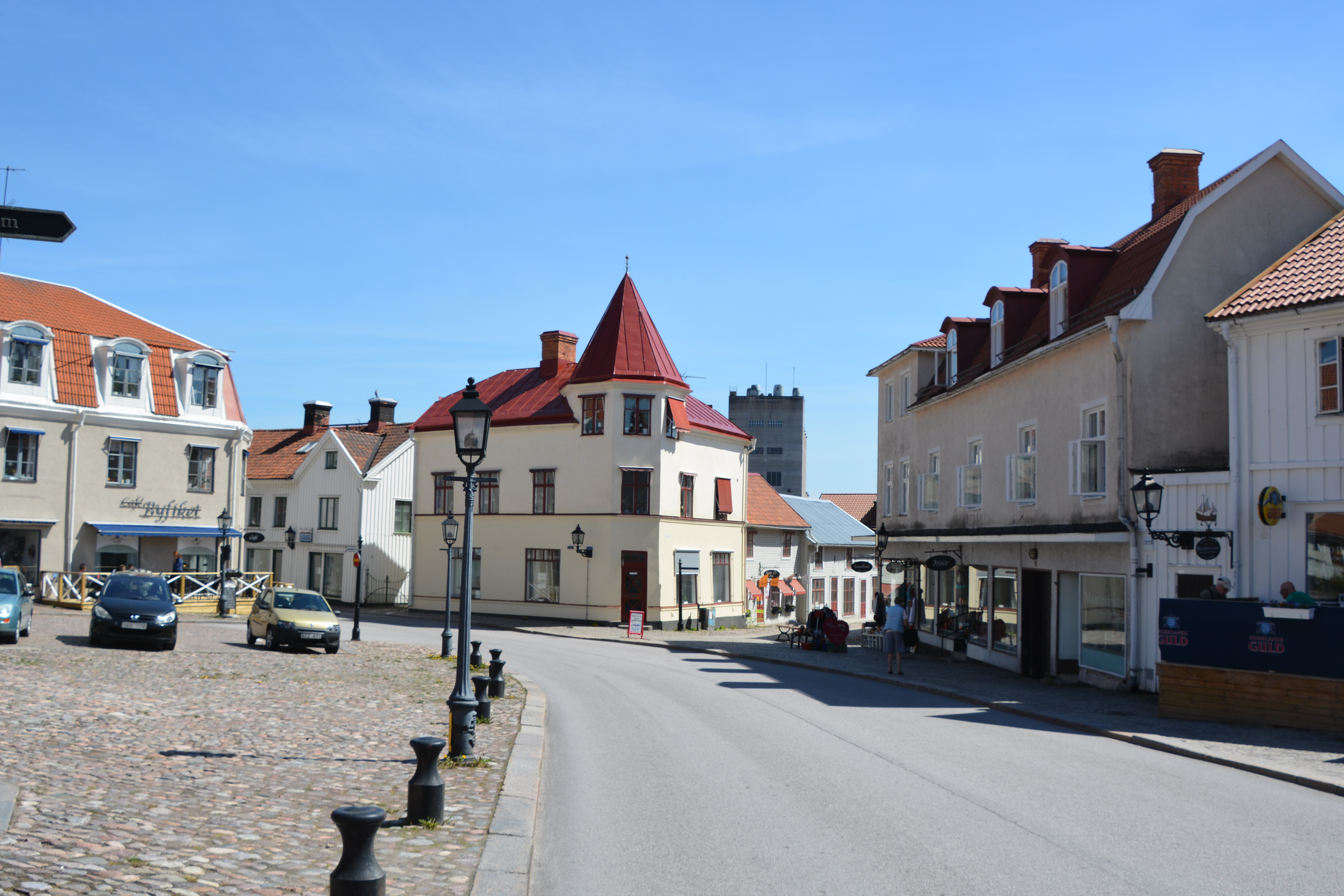
Gamleby torg 2017.

Gamleby torg, eller Gamla torget, är ett torg i Gamleby, Västerviks kommun. Torget är ett av få trekantiga torg i Sverige, och beklätt med kullersten och gatsten. Torget, med en fritt framvuxen och till synes oreglerad bebyggelse, återspeglar sannolikt bebyggelsen såsom den sett ut sedan medeltiden. På torget står också en telefonkiosk.
Arkitekturupprorets medlemmar röstade fram torget till Sveriges femte vackraste torg 2021.